# Zoológico de Guiza
El Zoológico de Guiza (en árabe "حديقة حيوانات الجيزة") es el zoológico más grande de Egipto.
Localizado en la ciudad de El Cairo, es una de las pocas áreas "verdes" de la ciudad, además de ser el parque más grande de El Cairo. El zoológico ocupa un área de 0.32 km² y abarca muchas especies en peligro de extinción, así como fauna endémica. Hay una casa de reptiles y un edificio de taxidermia. El parque contiene un puente suspendido diseñado por Gustave Eiffel. Para permitir a los ciudadanos más pobres acceder al zoológico, el costo es muy bajo y no lo suficiente para que el parque pueda mantenerse solo. El principal objetivo del zoológico es entretener, más que educar; sin embargo especies raras se han reproducido con éxito - incluido el león marino de California hembra, en 2002, nacida por primera vez en Medio Oriente.